# II. János moldvai fejedelem
II. János moldvai fejedelem (korabeli magyar forrásokban: Iacob Heraclides és Heraklides Jakab; moldávul: Ioan al II-lea, Despot Vodă és Iacob Eraclide; görögül: Ιάκωβος Ηρακλείδης [Jákovosz Iraklídisz]; 1511., Szamosz – 1563. november 5., Szucsáva) Moldva fejedelme volt 1561. november 18. – 1563. november 5. között.
Eredeti neve Vaszilikosz volt, és Kréta vagy Szamosz szigetén született egy tengerész fiaként. Fiatalon egy görög nemes, Jákovosz Iraklídisz szolgálatába állt, aki a Szamosz és Párosz despotája címet viselte. Joannisz Laszkarisz filozófiára és irodalomra tanította. A görög nemes halálos ágyán örökösévé tette. Megkaparintva ura iratait, az örökös elkezdte törvényes fiúnak kiadni magát, így felvette címeit is. 
A görög zsoldosok élén részt vett V. Károly német-római császár háborújában II. Henrik francia király ellen. Miután Károly vereséget szenvedett Renty mellett, Heraclides Wittenbergbe utazott, ahol jó kapcsolata volt Philipp Melanchthonnal és a reformáció többi vezéregyéniségével és ő maga is a protestáns tanok hívévé vált. (Rövid uralkodása alatt megpróbálta protestánssá tenni az országot: lutheránus papokat hozatott az elűzött katolikus papok helyére, és Cotnari-ban reformált iskolát alapított, ahol igazgatónak Johannes Sommert tette meg.)
1556-ban megjárta Dániát, Svédországot, Poroszországot és Lengyelországot, majd Moldvába ment Alexandru Lăpușneanu fejedelem udvarába, ahol azt állította, hogy rokona Ruxandrának, az uralkodó feleségének. Családfát is kitalált magának, amelyet 1558-ban Brassóban jelentetett meg. Az udvarban terveket szőtt Lăpușneanu hatalmának megdöntésére, de lelepleződvén Erdélybe szökött. Ott sereget gyűjtött és ismét a moldvai trónra tört, de a próbálkozását a lengyelek meghiúsították. A következő kísérlethez már I. Ferdinánd támogatását is elnyerte, és 1561. november 10-én győzelmet aratott Lăpușneanu felett. Trónra lépve, Heraclides bebiztosította a helyzetét a török szultánnál azzal, hogy megemelte az éves adót. Hamarosan azonban János Zsigmond erdélyi fejedelem bevádolta a szultánnál azzal, hogy Ferdinánd pártján áll. Másrészt az országban nőtt az elégedetlenség, többek között azért is, mert a fejedelem által előnyben részesített protestantizmus zavarta az ortodox egyház köreit. Az elégedetlenek élére Tomșa hetman állt. Heraclides Szucsáva várába menekült, de három hónap ostrom után a vár feladására kényszerült és Tomșa megölte.
Vasile Alecsandri drámát írt róla Despot Vodă címmel.